# ワイオミング準州
ワイオミング準州（ワイオミングじゅんしゅう、英:Wyoming Territory）は、1868年からアメリカ合衆国44番目の州として昇格が認められた1890年まで存在したアメリカ合衆国の自治的領域、すなわち準州である。シャイアンが準州都だった。ワイオミング準州の領域は現在のワイオミング州と一致している。

## 準州以前

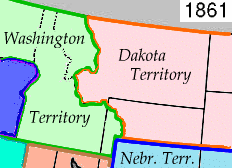
1861年にネブラスカ準州からダコタ準州が分離した北部ロッキー地方
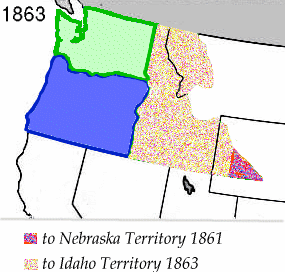
1861年と1863年のワシントン準州の分割
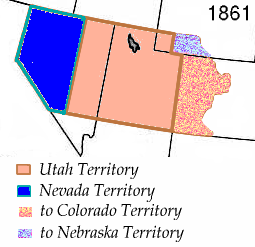
1861年のユタ準州の分割
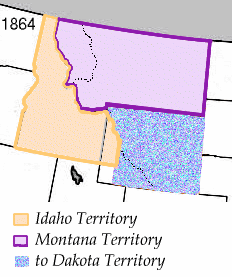
1864年のアイダホ準州の分割

ワイオミングの位置はルイジアナ買収、オレゴン・カントリーおよびメキシコ割譲地で得た土地の交差点にあたるので、ワイオミングとなった領域は複雑な領土関係の歴史がある。最終的にワイオミングの司法権下になった領土は様々な地点でワシントン州、オレゴン州、アイダホ州、両ダコタ州、ネブラスカ州およびユタ州と関連があり、それ以前はイギリス、フランス、スペイン、メキシコおよびテキサスの独立した国に所属していた。
ワイオミング準州で大陸分水界から東の領域は1803年にルイジアナ買収でアメリカ合衆国が獲得したものであり、1854年にネブラスカ準州として組織化された。1861年、ネブラスカ準州の北半分、後のワイオミング準州となる地域の北東部がダコタ準州の一部となった。（左図）一方ワイオミング準州の南東部はネブラスカ準州に残され、ネブラスカの「パンハンドル」と呼ばれる東西に伸びた地域を形成し、そこにはシャイアンの開拓地も含まれていた。1863年、アイダホ準州が創設された。これには現在のアイダホ州とモンタナ州の全体と、ワイオミング州の南西隅を除くほとんど全部が含まれた。
大陸分水界から西で北緯42度線から北のワイオミング準州の一部は当初オレゴン・カントリーの一部であり、これが1848年にオレゴン準州に組み入れられた。1859年にオレゴンが現在の領土で合衆国の州として昇格した時、この土地はワシントン準州の一部となった（その東部は1854年にネブラスカ準州の一部とされた）。（右図）1863年にできたアイダホ準州もこの土地を含んでいた。
ワシントン準州の南西隅、北緯42度線より南の地域は1848年のメキシコ割譲地としてアメリカ合衆国の一部になった。この地域東部はかってテキサス共和国が領有権を主張したことがあった。1851年、この地域の大陸分水界から西はユタ準州の一部とされ、1861年のコロラド準州の創設でその大半はネブラスカ準州に移管され（左図）、1863年にはアイダホ準州に組み入れられた。ワイオミングの小さな南西隅は1868年のワイオミング準州の創設までユタ準州の一部であった。
1864年、モンタナ準州の創設に伴い、アイダホ準州の南東部（現在のワイオミング州の大半）は再度短期間ダコタ準州の一部となった。（右図）ただし、ワイオミングとなる地域の西部境界に沿った帯状地域はアイダホ準州の一部のままだった。

## ワイオミング準州の創設
ワイオミング準州は1868年7月25日の連邦議会による基本法で創設された。創設のときにはダコタ、アイダホおよびユタの各準州から領域が削られた。ワイオミング準州は1890年7月10日にアメリカ合衆国44番目の州として昇格が認められた